# Conflitto socio-cognitivo
Il conflitto socio-cognitivo è un evento che si verifica durante l'apprendimento, soprattutto nei bambini. Crea instabilità e incertezza, perché il soggetto si trova a fare i conti con un'altra persona e con un altro punto di vista. Il concetto di conflitto socio-cognitivo nasce verso la fine degli anni '70 da Mugny e Doise e dalle loro ricerche sui lavori di coppia e di gruppo nelle scuole primarie. Questi dimostrano come il confronto scaturito da un compito da svolgere in gruppo migliori le prestazioni dei singoli bambini.
Il conflitto si presenta in una condizione di apprendimento tra pari, perché il bambino trae vantaggio dal confronto con uno o più compagni. Il livello di conoscenze tra di essi non varia molto, ma i punti di vista possono essere differenti. Il bambino per giungere alla soluzione del compito, è costretto a superare il proprio egocentrismo (secondo il quale esiste solo il proprio punto di vista). Ciò gli causa uno squilibrio momentaneo, lo destabilizza perché deve iniziare a tener conto di qualcosa che prima d'allora non rientrava nei suoi schemi: l'idea dell'altro. Ecco perché si parla di conflitto.
Secondo Mugny, l'ambito in cui il bambino apprende attraverso il conflitto socio-cognitivo è quello sociale, in cui il soggetto è attivo. Il contesto sociale (per esempio, la scuola) è il primo ambiente in cui si verificano i confronti tra pari e in cui si impara a scendere a compromessi. Lo scopo dei bambini è di adattarsi alla situazione, di giungere allo svolgimento del compito, alla soluzione. Perciò dai loro approcci differenti alla stessa richiesta, nasce un conflitto che porta alla risoluzione della richiesta e dunque al progresso.
Ne deriva di conseguenza instabilità a livello cognitivo e sul piano sociale: la prima, perché il soggetto è costretto a mettere in discussione se stesso davanti alla differente idea dell'altro; la seconda, perché c'è discordanza tra il soggetto e il pari che ha una visione diversa.

## Influenze
Mugny e Doise avevano avuto contatti con Vygotskij i cui studi, insieme a quelli di Bruner, avevano messo in luce l'importanza dell'interazione (anche tra pari) tra un soggetto che ha già raggiunto dei livelli cognitivi ed un altro che ancora non è in grado di raggiungerli da solo, ma ha bisogno di un supporto.
Invece nel 1975, Piaget sosteneva nella sua teoria di equilibrio, che il modo per raggiungere un determinato sviluppo, fosse quello della rottura dell'equilibrio cognitivo a causa di un confronto o di un conflitto. In seguito a questa rottura il soggetto, per coordinare i dati, deve raggiungere un nuovo equilibrio, che porta ad un livello di sviluppo superiore. Per Piaget si trattava di un conflitto interno, mentre per gli psicologi sociali, questo aveva il più delle volte un'origine sociale. Ecco perché si parla di conflitto socio-cognitivo.

## Esperimenti
A sostegno della validità di questo fenomeno d'apprendimento, ci sono molti esperimenti svolti negli anni '70 e '80 da Mugny, Ames, Murray, Gilly e Roux. Inoltre nel 1998 si è scoperta l'efficacia di questo sviluppo, anche nell'apprendimento degli adulti con degli esperimenti di Doise, Mugny e Perez.